# Kupa e Shqipërisë 1993-1994
La Coppa d'Albania 1993-1994 è stata la 42ª edizione della competizione. Il torneo è cominciato nell'agosto 1993 ed è terminato nel maggio 1994. La squadra vincitrice si qualifica per il primo turno preliminare della Coppa UEFA 1994-1995. Il Tirana ha vinto il trofeo per la settima volta.

## Sedicesimi di finale
Le partite si sono giocate nell'agosto e nel settembre 1993.
- I risultati sono sconosciuti.

## Ottavi di finale
Tutte le sedici squadre della Kategoria e Parë 1993-1994 e della Kategoria e Parë entrano in questo turno. Le partite si sono giocate nel dicembre 1993.
- I risultati sono sconosciuti.

## Quarti di finale
In questa fase entrano le 8 vincitrici della precedente fase. Le squadre sono state divise in due gruppi e si sono affrontate in partite di andata e ritorno. Le prime due squadre di ogni gruppo sono passate alla fase successiva.

### Group A
| Pos | Squadra              | G | V | N | P | GF | GS | DG | Pt |  | PAR | TEU | LAÇ | BEL |
| --- | -------------------- | - | - | - | - | -- | -- | -- | -- |  | --- | --- | --- | --- |
| 1   | Partizani Tirana (Q) | 6 | 2 | 4 | 0 | 8  | 4  | +4 | 10 |  | —   | 2–2 | 1–0 | 3–0 |
| 2   | Teuta (Q)            | 6 | 2 | 3 | 1 | 8  | 6  | +2 | 9  |  | 1–1 | —   | 1–0 | 3–0 |
| 3   | Laçi                 | 6 | 2 | 1 | 3 | 5  | 7  | −2 | 7  |  | 0–0 | 3–1 | —   | 2–1 |
| 4   | Besëlidhja           | 6 | 1 | 2 | 3 | 5  | 9  | −4 | 5  |  | 1–1 | 0–0 | 3–0 | —   |

### Gruppo B
| Pos | Squadra           | G | V | N | P | GF | GS | DG | Pt |  | DIN | TIR | VLL | ELB |
| --- | ----------------- | - | - | - | - | -- | -- | -- | -- |  | --- | --- | --- | --- |
| 1   | Dinamo Tirana (Q) | 6 | 4 | 0 | 2 | 5  | 8  | −3 | 12 |  | —   | 2–1 | 0–5 | 1–0 |
| 2   | Tirana (Q)        | 6 | 2 | 2 | 2 | 13 | 5  | +8 | 8  |  | 0–1 | —   | 1–1 | 3–0 |
| 3   | Vllaznia          | 6 | 2 | 2 | 2 | 8  | 4  | +4 | 8  |  | 0–1 | 0–0 | —   | 2–1 |
| 4   | Elbasani          | 6 | 2 | 0 | 4 | 5  | 14 | −9 | 6  |  | 2–0 | 1–8 | 1–0 | —   |

## Semifinali
Le partite di andata si sono giocate il?, quelle di ritorno il?.
| Squadra 1 | Totale | Squadra 2        | Andata | Ritorno |
| --------- | ------ | ---------------- | ------ | ------- |
| Tirana    | 1-0    | Partizani Tirana | 0-0    | 1-0     |
| Teuta     | 2-0    | Dinamo Tirana    | 0-0    | 2-0     |

## Finale
Le partite di andata si sono giocate il?, quelle di ritorno il?.
| Squadra 1 | Totale | Squadra 2 | Andata | Ritorno |
| --------- | ------ | --------- | ------ | ------- |
| Teuta     | 0-1    | Tirana    | 0-0    | 0-1     |